# آکیورا ای‌ال
آکیورا ای‌ال (Acura EL) خودرویی است که در سال‌های ۱۹۹۶ تا ۲۰۰۵در کانادا تولید شده‌است. طراحی آن خودروهای موتور جلو-محور جلو بوده است. سیستم جعبه‌دندهٔ آن ۵ دنده به دو صورت خودکار و دستی است.